# Physiker

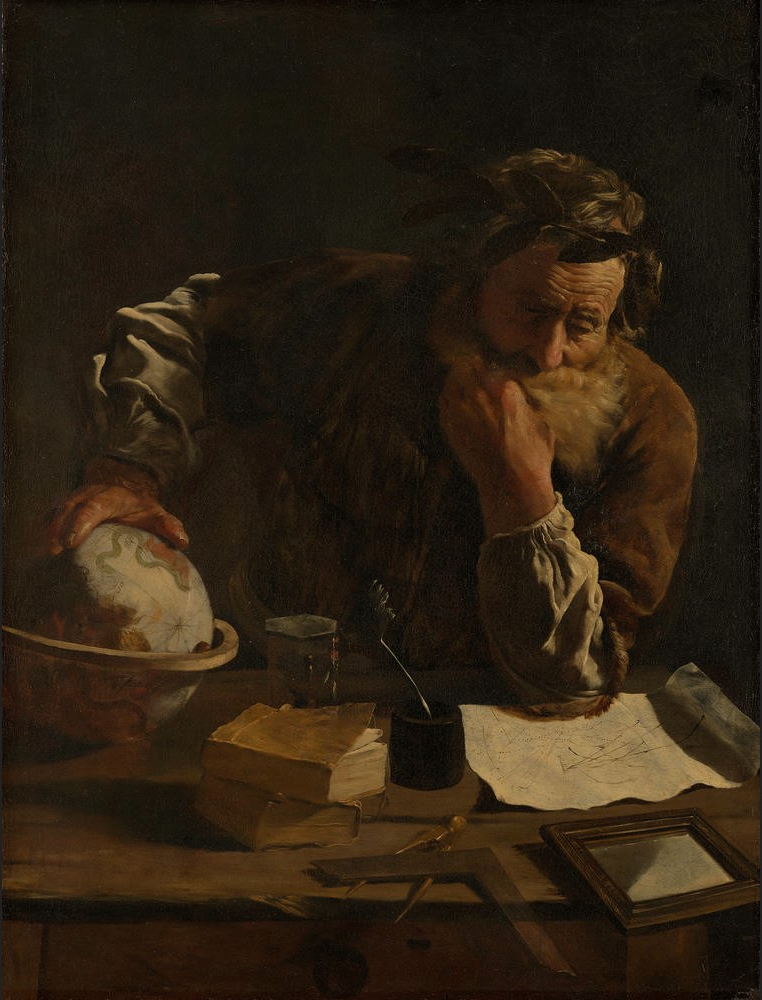
Archimedes gilt als einer der bedeutendsten Physiker der Antike

Als Physiker (von altgriechisch φυσικός physikós, deutsch ‚Naturforscher‘) oder Physikerin wird eine Person bezeichnet, die sich wissenschaftlich mit Themen der Physik befasst.

## Berufsfeld
Physiker sind in verschiedenen Berufsfeldern tätig: Sie bearbeiten Aufgaben in der Grundlagen- und Industrieforschung, Entwicklung, Produktion, Beratung, Organisation und Verwaltung, im Marketing, im öffentlichen Dienst und in der Lehre an Schulen und Hochschulen. Dabei wenden sie Methoden der theoretischen, experimentellen und angewandten Physik an. Unverzichtbares Werkzeug ist die Mathematik.

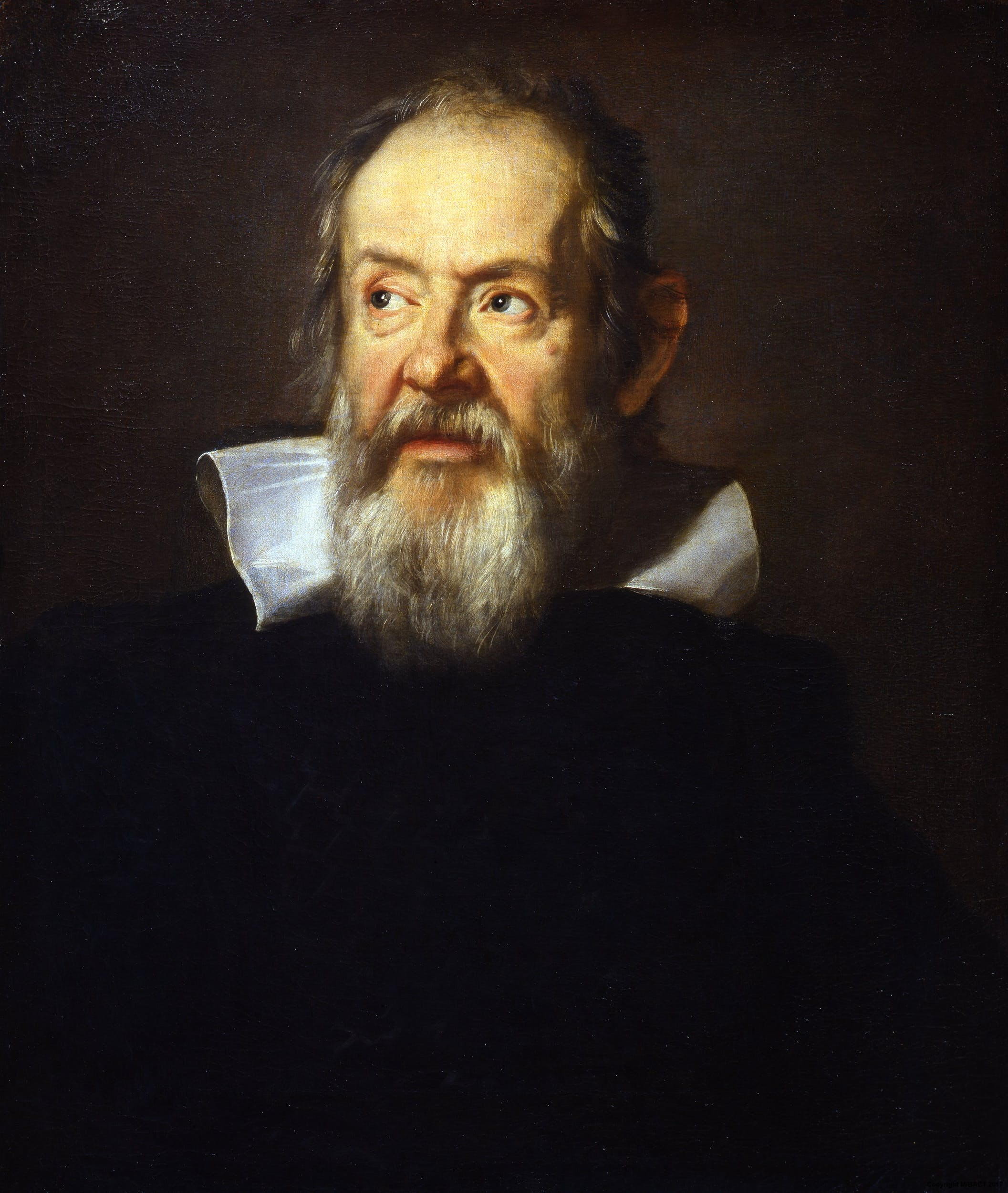
Galileo Galilei gilt als der Erste, der wissenschaftliche Experimente durchführte

Ein Teil der Physiker bleibt nach Studium und Promotion in der universitären Forschung und Lehre. In der Regel sind sie dann auf ein Spezialgebiet orientiert, wie zum Beispiel Kernphysik und Elementarteilchenphysik, Reaktorphysik, Atom-, Hochenergiephysik und Molekularphysik, Clusterphysik, Festkörperphysik, Hydrodynamik, Aerodynamik, Thermodynamik, Optik und Laserphysik, Akustik, Elektrodynamik, Plasmaphysik und Tieftemperaturphysik, Astrophysik, Extraterrestrische Physik, Biophysik, Atmosphärenphysik oder Ozeanographie.
Viele Physiker sind in Forschungs- und Entwicklungsabteilungen von Unternehmen fast aller Branchen tätig, zum Beispiel im Maschinen- oder Fahrzeugbau, der Rundfunk- und Nachrichtentechnik, der Medizin-, Mess-, Steuer- und Regelungstechnik, der Energieerzeugung und -verteilung oder der chemischen Industrie. Physiker, die auf Lehramt studiert haben, arbeiten in der Regel als Lehrer an Schulen. Etwa 25 % der rund 6.500 deutschen Patentanwälte haben ursprünglich – vor einer juristischen Zusatzausbildung – Physik studiert.

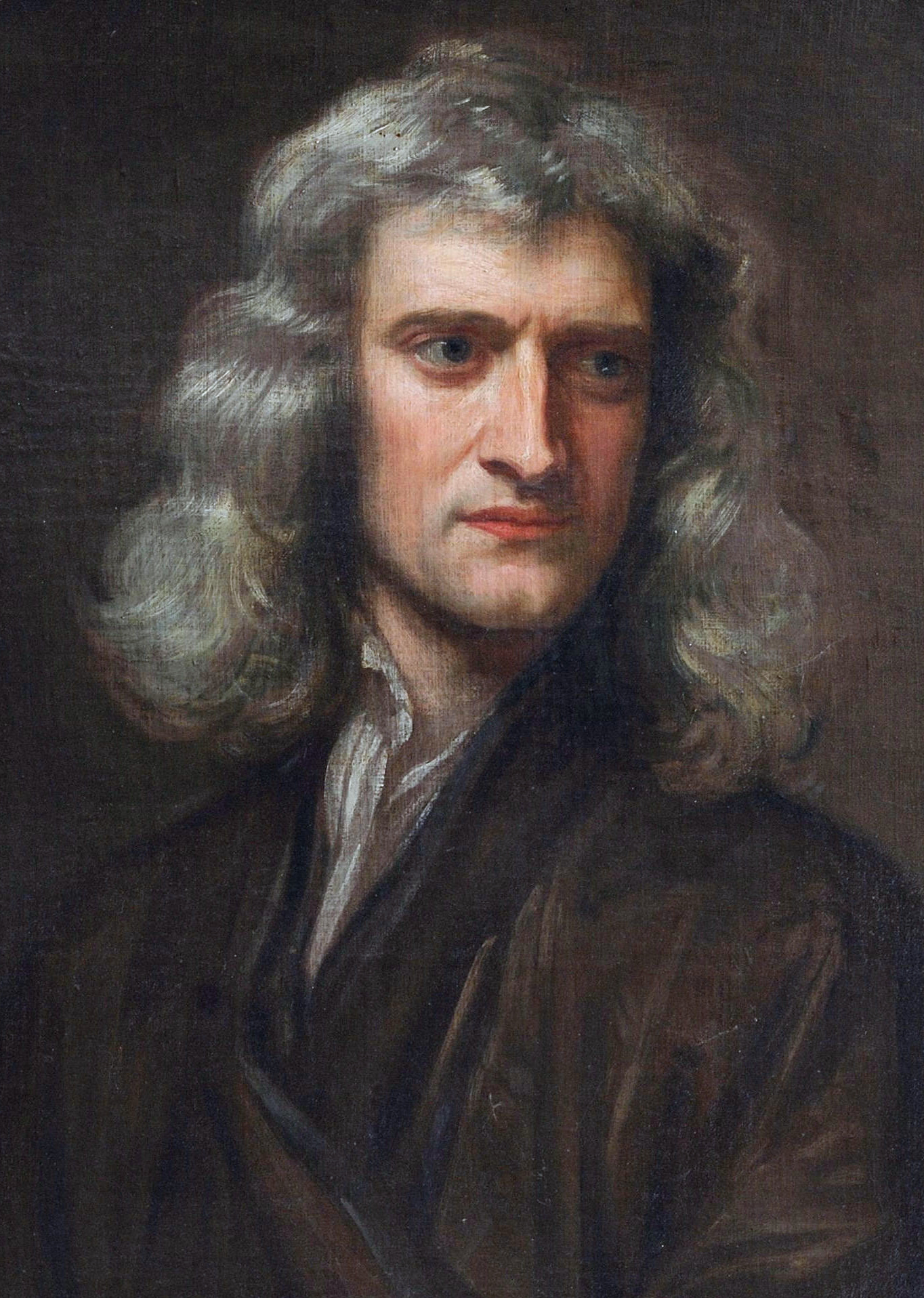
Isaac Newton schuf auf der Basis der Mathematik die Grundlagen der Entwicklung der modernen Physik als exakte Wissenschaft

Laut einer im Februar 2010 veröffentlichten Studie der Deutschen Physikalischen Gesellschaft (DPG), durchgeführt vom Institut der Deutschen Wirtschaft Köln, ist die Situation für Physiker am Arbeitsmarkt schlechter als bei den übrigen Akademikern. Auf der Basis von Daten, die aus dem Mikrozensus des Statistischen Bundesamtes erhoben wurden, lässt sich die Erwerbslosenquote für alle diejenigen im erwerbsfähigen Alter bis 65 Jahre berechnen, die als Physiker ausgebildet wurden, d. h., die ein Physikstudium an einer Universität oder Fachhochschule abgeschlossen haben (Ausbildungsberuf Physiker). Diese Quote lag im Jahr 2007 bei 4,5 Prozent und war damit etwas höher als die durchschnittliche Erwerbslosigkeit bei Akademikern (3,9 Prozent), allerdings geringer als die Erwerbslosenquote der Gesamtbevölkerung (8,6 Prozent). Die Werte lassen sich nur bedingt mit den Arbeitslosenzahlen der Bundesagentur für Arbeit vergleichen, die für 2011 eine Arbeitslosenquote für Physiker und Mathematiker von 5,8 % (bezogen auf die sozialversicherungspflichtig Beschäftigten) angibt, da die Arbeitssuchenden dort nicht nach dem Ausbildungsberuf, sondern nach dem gewünschten Zielberuf erfasst werden. Aus dieser Statistik fallen also alle Physiker heraus, die eine Stelle in einem anderen Beruf suchen, z. B. im IT-Bereich. Aus der DPG-Arbeitsmarktstudie wird deutlich, dass die Bundesagentur für Arbeit nur ca. ¼ der Menschen mit einem Abschluss in Physik erfasst.
Der Unterschied in den Quoten wird zudem dadurch beeinflusst, dass verschiedene Grundgesamtheiten für die Ermittlung der Quote zu Grunde gelegt wurden. So besteht beispielsweise ein Unterschied zwischen Arbeitslosen und Erwerbslosen (siehe Wikipedia-Artikel zur Arbeitslosenstatistik); außerdem betrachtet die Statistik der Bundesagentur für Arbeit Physiker, Statistiker und Mathematiker gemeinsam.

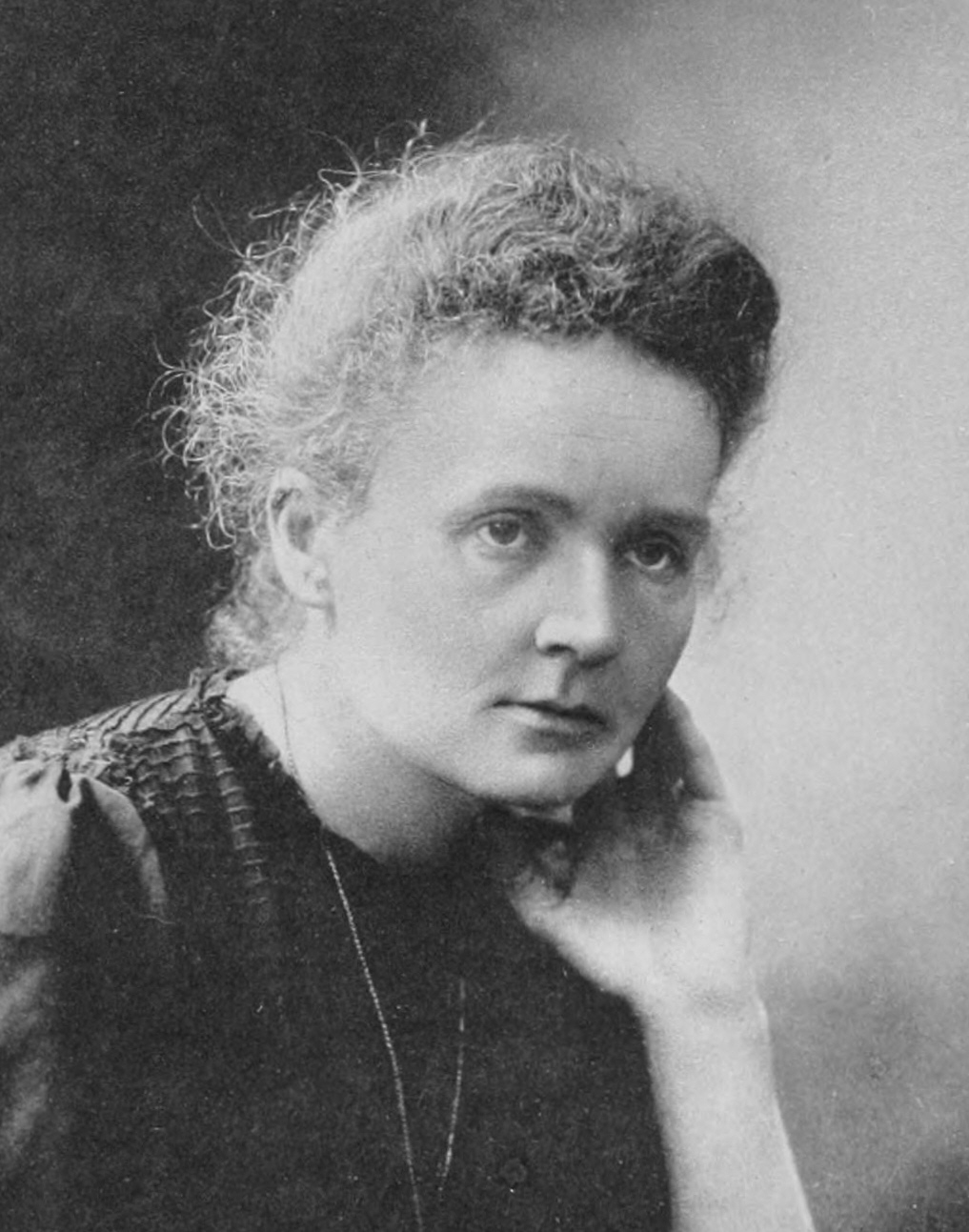
Marie Curie ist mit Donna Strickland, Maria Goeppert-Mayer, Andrea M. Ghez und Anne L’Huillier eine der fünf Frauen, die mit einem Nobelpreis für Physik geehrt wurden

Ende 2014 waren in Deutschland etwa 14.800 Personen als Physiker beschäftigt, darunter 2.600 Frauen. Im Jahr 2013 betrug die Arbeitslosenquote unter Physikern, Mathematikern und Statistikern 2,6 Prozent. Im Vergleich zum Zeitraum 2008–2013 ist seit 2014 die Zahl der offenen Stellen stark gesunken, vor allem in Hochschulen und Forschungseinrichtungen. Bei den Berufsanfängern, deren Zahl bis ca. 2018 noch anstieg, nahm auch die Arbeitslosigkeit zu. 2015 waren etwa 1.800 Physiker als arbeitslos gemeldet (2008: ca. 800).

## Charakteristika

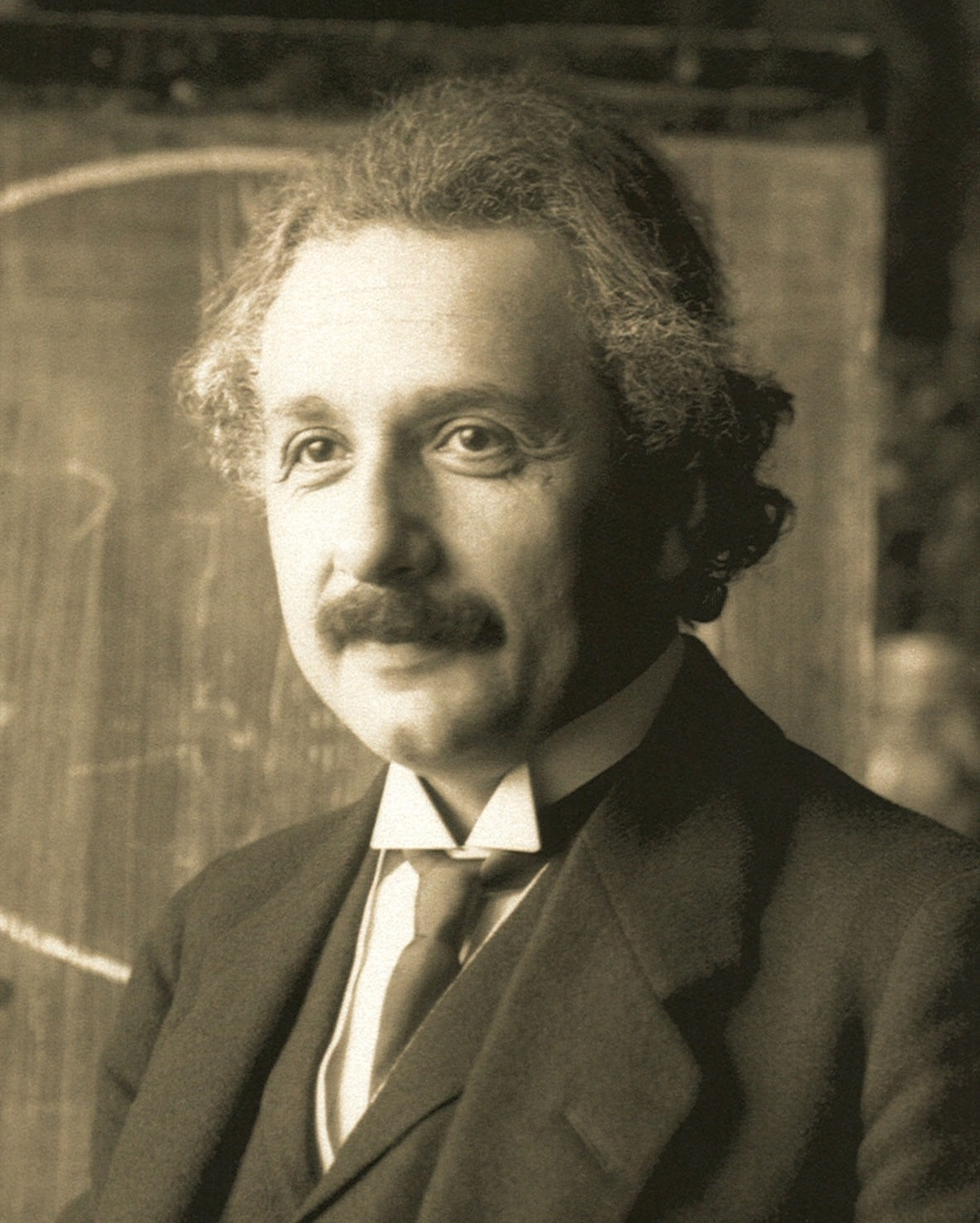
Albert Einstein war einer der einflussreichsten Physiker der modernen Zeit

Physiker arbeiten nicht selten in Berufsfeldern, die dem eigentlichen Physikstudium fremd sind (vgl. z. B. diese Liste bekannter Physiker in anderen Berufsfeldern), etwa bei Finanzdienstleistern wie Banken oder Versicherungen. Viele Physiker, vor allem aus der Geophysik und der Meteorologie, sind in der Informatik mit der Programmierung von Modellen komplexer Systeme beschäftigt.
In ihrem Studium erlernen Physiker den Prozess der mathematischen Modellierung und seiner Überprüfbarkeit. Obwohl diese Fähigkeit im Studium primär auf physikalische Fragestellungen angewandt wird, finden sich Anwendungsgebiete auch in anderen Bereichen der Technik und Naturwissenschaften und darüber hinaus.

## Ausbildung
Der Abschluss als Diplom-Physiker setzt ein Studium an einer Universität voraus. Er gilt als berufsqualifizierender Abschluss. Gegenwärtig werden an vielen deutschen und Schweizer Universitäten die Diplom-Studiengänge durch die neuen internationalen Bachelor/Master-Studiengänge ersetzt.
Daneben gibt es Bachelor/Master-Studiengänge zum Physikingenieur und Lehramtsstudiengänge. Physik mit Abschlussziel Magister kann an fast allen Hochschulen jedoch nur als Nebenfach gewählt werden.
Die Regelstudienzeit beträgt für den Diplomstudiengang 10 Semester, jedoch war die tatsächliche Studiendauer im Jahr 2013 im Durchschnitt mit 12,1 Semestern höher. Die Regelstudienzeit eines Bachelorstudiengangs liegt bei 6 Semestern, ein Masterstudiengang dauert mindestens 4 Semester. Für beide Studiengänge wurde die Regelstudienzeit 2013 mit 6,6 Semestern bzw. 4,4 Semestern nur leicht überschritten.